# Stațiuni românești la Marea Neagră
Litoralul românesc de la Marea Neagră se întinde de la golful Musura, la vărsarea fluviului Dunărea, în mare prin Delta Dunării, și până la granița cu Bulgaria de lângă localitatea Vama Veche. Prin „stațiuni” se pot înțelege fie localități permanente (orașe, comune, sate), fie stațiuni balneoclimaterice de vară, închise și pustii iarna (semnalate prin ghilimele).
Stațiunile din România la Marea Neagră sunt : 
- 2 Mai
- „Cap Aurora”
- Constanța
- Costinești
- Eforie Nord
- Eforie Sud
- Gura Portiței
- „Jupiter”
- Mamaia
- Mangalia
- „Neptun”
- „Olimp”
- „Saturn”
- Vama Veche
- „Venus”

Toate stațiunile se află situate în județul Constanța (în afară de Gura Portiței care se află în județul Tulcea) oferind spații de cazare de toate categoriile (hoteluri de la 1* pana la 5*, moteluri, pensiuni, campinguri, vile sau apartamente cu regim hotelier Arhivat în 9 iunie 2011, la Wayback Machine., etc.). 
Aceste stațiuni de la Marea Neagră ale României au fost construite în dreptul plajelor cu nisip, parțial mineral (aluviunile dunărene) și parțial cochilifer.
Stațiunea cea mai întinsă și cu cele mai multe spații de cazare este Mamaia. Aceasta este și cea mai vizitată, fiind amplasată la nordul municipiului Constanța, pe grindul (cordonul litoral) care separă Marea Neagră de Lacul Siutghiol. O particularitate a Mamaiei este dimensiunea plajei, lată de 250 metri, și lungă de 8 kilometri.
Mai la sud se găsesc stațiunile Eforie Nord și Eforie Sud care sunt și orașe, satul și stațiunea Costinești, care este considerată stațiunea tinerilor, apoi șirul celor șase stațiuni de la Comorova, anume „Olimp”, „Neptun”, „Jupiter”, „Cap Aurora”, „Venus” și „Saturn”, botezate, ca și planetele sistemului solar, după zeii romani. Clasificarea lor administrativă ca „localități ale județului Constanța” este, din punct de vedere geografic, o greșeală, deoarece o „localitate” are populație permanentă, ceea ce nu este cazul acestor șase stațiuni, de fapt cartiere ale municipiului Mangalia.
În apropierea graniței cu Bulgaria sunt satele și stațiunile Doi Mai și Vama Veche, adevărate localități permanent populate.